# Ayumu Sasaki
Ayumu Sasaki (佐々木 歩夢 Sasaki Ayumu?) (Yokosuka, Prefectura de Kanagawa, Japón, 4 de octubre de 2000) es un piloto de motociclismo japonés. Fue campeón de la Temporada 2016 de la Red Bull MotoGP Rookies Cup y tercero en 2015. Desde 2025 compite en la categoría de Moto2 con el equipo RW Racing GP.

## Biografía
En 2015 Sasaki fue campeón de la Asia Talent Cup y terminó tercero en la Red Bull MotoGP Rookies Cup, donde fue campeón en 2016; en el mismo año hizo su debut en el Campeonato del Mundo de Moto3 con el Gresini Racing en el Gran Premio de Malasia como reemplazo para el lesionado Enea Bastianini.
En 2017 fue inscrito para competir en el Campeonato del Mundo de Moto3 con el SIC Racing Team.
En 2020, Sasaki paso al Red Bull KTM Tech3 haciendo dupla con el turco Deniz Öncü. En su primera temporada con el equipo y con una KTM, Sasaki logró su primer podio mundialista en el Gran Premio de Teruel en donde terminó segundo detrás del español Jaume Masiá.
Sasaki y Öncü permanecieron en el Red Bull KTM Tech3 en 2021. Esta temporada dio un paso adelante, metiéndose continuamente entre los diez primeros, esta temporada volvió a conseguir un podio, logró el tercer puesto en el Gran Premio de Aragón en donde compartió podio con su compañero de equipo que terminó segundo. Sasaki sufrió una dura lesión en el Gran Premio de Cataluña, se cayó a la salida de la curva 7 cuando estaba en el amplio grupo que peleaba por la victoria, y tras él se fueron al suelo los dos pilotos del Leopard Racing, Dennis Foggia y Xavier Artigas. En este accidente triple, Sasaki se llevó la peor parte. Fue golpeado por una de las motos que venían por detrás y esto le produjo un traumatismo craneoencefálico y una pequeña fractura del occipital del ojo izquierdo. Sasaki intento correr el Gran Premio de Alemania unas semanas después del accidente pero fue declarado no apto, por esa razón no corrió el gran premio  el siguiente Gran Premio de los Países Bajos.
En 2022, Sasaki paso al Sterilgarda Husqvarna Max haciendo dupla con el escocés John McPhee. Esta temporada fue la de su despegue, se convirtió en un regular en la lucha por las victorias y los podios, consiguió siete podios y dos victorias, en los Países Bajos y en Austria. Se perdió los grandes premios de Italia y Cataluña debido a una lesión sufrida en la prueba trasalpina, sufrió un high side y se fue al suelo, siendo arrollado por otro piloto que no pudo esquivarlo, en el hospital le diagnosticaron fracturas de clavícula derecha e izquierda y una conmoción cerebral.
En 2024, Sasaki dio el salto a Moto2 de la mano de Yamaha quien lo ubicó en su equipo, el Yamaha VR46 Master Camp Team.
El 5 de octubre de 2024 se hizo oficial el fichaje de Sasaki por el equipo RW-Idrofoglia Racing GP para las temporadas 2025 y 2026 del Campeonato del Mundo de Moto2. En 2025, Sasaki compartirá equipo con el neerlandés Zonta van den Goorbergh.

## Resultados

### FIM CEV Moto3 Junior World Championship
(Carreras en negrita indica pole position, carreras en cursiva indica vuelta rápida)
| Temp. | 1     | 2       | 3      | 4     | 5     | 6     | 7     | 8       | 9     | 10    | 11    | 12     | Pos. | Pts. |
| ----- | ----- | ------- | ------ | ----- | ----- | ----- | ----- | ------- | ----- | ----- | ----- | ------ | ---- | ---- |
| 2015  | ALG   | LMS     | CAT    | CAT   | ARA   | ARA   | ALB   | NAV     | JER   | JER   | VAL 3 | VAL 11 | 21.º | 21   |
| 2016  | VAL 4 | VAL Ret | LMS 10 | ARA 9 | CAT 3 | CAT 4 | ALB 9 | ALG Ret | JER 6 | JER 5 | VAL   | VAL    | 6.º  | 83   |

### Red Bull MotoGP Rookies Cup
(Carreras en negrita indica pole position, carreras en cursiva indica vuelta rápida)
| Temp. | 1     | 2       | 3     | 4     | 5     | 6       | 7     | 8     | 9     | 10    | 11    | 12    | 13    | Pos. | Pts. |
| ----- | ----- | ------- | ----- | ----- | ----- | ------- | ----- | ----- | ----- | ----- | ----- | ----- | ----- | ---- | ---- |
| 2015  | JER 6 | JER Ret | ASS 6 | ASS 6 | SAC 2 | SAC Ret | BRN 6 | BRN 5 | SIL 3 | SIL 1 | MIS 3 | ARA 4 | ARA 2 | 3.º  | 161  |
| 2016  | JER 2 | JER 1   | ASS 4 | ASS 2 | SAC 1 | SAC 3   | RBR 3 | RBR 2 | BRN 3 | BRN 3 | MIS 1 | ARA 4 | ARA 1 | 1.º  | 250  |

### Campeonato del Mundo de Motociclismo
Sistema de puntuación de 1993 hasta 2022:
| Posición | 1.º | 2.º | 3.º | 4.º | 5.º | 6.º | 7.º | 8.º | 9.º | 10.º | 11.º | 12.º | 13.º | 14.º | 15.º |
| Puntos   | 25  | 20  | 16  | 13  | 11  | 10  | 9   | 8   | 7   | 6    | 5    | 4    | 3    | 2    | 1    |

Sistema de puntuación desde 2023 en adelante:
| Posición       | 1.º | 2.º | 3.º | 4.º | 5.º | 6.º | 7.º | 8.º | 9.º | 10.º | 11.º | 12.º | 13.º | 14.º | 15.º |
| Puntos         | 25  | 20  | 16  | 13  | 11  | 10  | 9   | 8   | 7   | 6    | 5    | 4    | 3    | 2    | 1    |
| Carrera sprint | 12  | 9   | 7   | 6   | 5   | 4   | 3   | 2   | 1   |      |      |      |      |      |      |

#### Por categoría
| Cat.  | Temp.         | 1.er GP       | 1.er Podio    | 1.ª Victoria      | Carreras | Victorias | Podios | Poles | V.Ráp. | Pts. | CM |
| ----- | ------------- | ------------- | ------------- | ----------------- | -------- | --------- | ------ | ----- | ------ | ---- | -- |
| Moto3 | 2016-2023     | Malasia 2016  | Teruel 2020   | Países Bajos 2022 | 124      | 3         | 22     | 8     | 8      | 822  | 0  |
| Moto2 | 2024-         | Catar 2024    |               |                   | 16       | 0         | 0      | 0     | 0      | 7    | 0  |
| Total | 2016-presente | 2016-presente | 2016-presente | 2016-presente     | 140      | 3         | 22     | 8     | 8      | 829  | 0  |

#### Por temporada
| Temp. | Cat.  | Moto      | Equipo                         | Carreras | Victorias | Podios | Poles | V.Rap. | Pts. | Pos. |
| ----- | ----- | --------- | ------------------------------ | -------- | --------- | ------ | ----- | ------ | ---- | ---- |
| 2016  | Moto3 | Honda     | Gresini Racing Moto3           | 1        | 0         | 0      | 0     | 0      | 0    | NC   |
| 2017  | Moto3 | Honda     | SIC Racing Team                | 18       | 0         | 0      | 0     | 0      | 32   | 20.º |
| 2018  | Moto3 | Honda     | Petronas Sprinta Racing        | 17       | 0         | 0      | 0     | 0      | 50   | 20.º |
| 2019  | Moto3 | Honda     | Petronas Sprinta Racing        | 19       | 0         | 0      | 1     | 0      | 62   | 20.º |
| 2020  | Moto3 | KTM       | Red Bull KTM Tech3             | 15       | 0         | 1      | 0     | 1      | 52   | 16.º |
| 2021  | Moto3 | KTM       | Red Bull KTM Tech3             | 16       | 0         | 1      | 0     | 0      | 120  | 9.º  |
| 2022  | Moto3 | Husqvarna | Sterilgarda Husqvarna Max      | 18       | 2         | 9      | 2     | 1      | 238  | 4.º  |
| 2023  | Moto3 | Husqvarna | Liqui Moly Husqvarna Intact GP | 20       | 1         | 11     | 5     | 6      | 268  | 2.º  |
| 2024  | Moto2 | Kalex     | Yamaha VR46 Master Camp Team   | 16       | 0         | 0      | 0     | 0      | 7    | 26.º |
| 2025  | Moto2 | Kalex     | RW Racing GP                   |          |           |        |       |        | *    | *    |
| Total | Total | Total     | Total                          | 140      | 3         | 22     | 8     | 8      | 829  |      |

- * Temporada en curso.

#### Carreras por año
| Año  | Cat.  | Moto      | 1       | 2       | 3       | 4       | 5       | 6       | 7       | 8       | 9      | 10     | 11      | 12      | 13      | 14      | 15      | 16     | 17      | 18      | 19     | 20      | 21  | 22  | Pos. | Pts. |
| ---- | ----- | --------- | ------- | ------- | ------- | ------- | ------- | ------- | ------- | ------- | ------ | ------ | ------- | ------- | ------- | ------- | ------- | ------ | ------- | ------- | ------ | ------- | --- | --- | ---- | ---- |
| 2016 | Moto3 | Honda     | QAT     | ARG     | AME     | SPA     | FRA     | ITA     | CAT     | NED     | GER    | AUT    | CZE     | GBR     | RSM     | ARA     | JPN     | AUS    | MAL Ret | VAL     |        |         |     |     | NC   | 0    |
| 2017 | Moto3 | Honda     | QAT 11  | ARG 20  | AME 18  | SPA 15  | FRA 19  | ITA 8   | CAT 16  | NED 15  | GER 17 | CZE 15 | AUT 18  | GBR 18  | RSM Ret | ARA 16  | JPN Ret | AUS 7  | MAL 12  | VAL 13  |        |         |     |     | 20.º | 32   |
| 2018 | Moto3 | Honda     | QAT 8   | ARG 16  | AME 11  | SPA 12  | FRA 16  | ITA 16  | CAT Ret | NED 19  | GER 10 | CZE 22 | AUT 7   | GBR C   | RSM Ret | ARA     | THA Ret | JPN 9  | AUS 10  | MAL 18  | VAL 11 |         |     |     | 20.º | 50   |
| 2019 | Moto3 | Honda     | QAT Ret | ARG 5   | AME Ret | SPA 15  | FRA 14  | ITA Ret | CAT 8   | NED 17  | GER 9  | CZE 11 | AUT 13  | GBR 6   | RSM Ret | ARA 13  | THA Ret | JPN 13 | AUS 7   | MAL Ret | VAL 19 |         |     |     | 20.º | 62   |
| 2020 | Moto3 | KTM       | QAT 19  | SPA 11  | AND Ret | CZE 20  | AUT 13  | EST Ret | RSM Ret | ERM 14  | CAT 17 | FRA 6  | ARA 13  | TER 2   | EUR 10  | VAL 19  | POR 13  |        |         |         |        |         |     |     | 16.º | 52   |
| 2021 | Moto3 | KTM       | QAT Ret | DOH 7   | POR 4   | SPA 5   | FRA 5   | ITA 4   | CAT Ret | GER     | NED    | EST 5  | AUT Ret | GBR 13  | ARA 3   | RSM 10  | AME 13  | ERM 8  | ALG 6   | VAL 10  |        |         |     |     | 9.º  | 120  |
| 2022 | Moto3 | Husqvarna | QAT Ret | INA Ret | ARG 3   | AME 4   | POR 3   | SPA 6   | FRA 2   | ITA DNS | CAT    | GER 4  | NED 1   | GBR Ret | AUT 1   | RSM Ret | ARA 2   | JPN 3  | THA 2   | AUS 4   | MAL 2  | VAL 5   |     |     | 4.º  | 238  |
| 2023 | Moto3 | Husqvarna | POR 6   | ARG Ret | AME Ret | SPA 4   | FRA 2   | ITA 3   | GER 2   | NED 2   | GBR 2  | AUT 3  | CAT 4   | RSM 7   | IND 3   | JPN 2   | INA 18  | AUS 2  | THA Ret | MAL 2   | QAT 6  | VAL 1   |     |     | 2.º  | 268  |
| 2024 | Moto2 | Kalex     | QAT Ret | POR Ret | AME INJ | SPA DNS | FRA 22  | CAT Ret | ITA Ret | NED Ret | GER 24 | GBR 21 | AUT 21  | ARA 12  | RSM 16  | ERM 19  | INA 16  | JPN 21 | AUS Ret | THA 13  | MAL WD | SLD INJ |     |     | 26.º | 7    |
| 2025 | Moto2 | Kalex     | THA 23  | ARG 18  | AME 19  | QAT Ret | SPA Ret | FRA 20  | GBR 17  | ARA Ret | ITA 19 | NED 15 | GER 9   | CZE Ret | AUT     | HUN     | CAT     | RSM    | JPN     | INA     | AUS    | MAL     | POR | VAL | 24.º | 8    |

| Color     | Resultado                                                               |
| --------- | ----------------------------------------------------------------------- |
| Oro       | Ganador                                                                 |
| Plata     | 2.ª plaza                                                               |
| Bronce    | 3.ª plaza                                                               |
| Verde     | Finalizó en los puntos                                                  |
| Azul      | Finalizó sin puntos                                                     |
| Azul      | NC - No clasificado                                                     |
| Violeta   | Ret - No terminó (Carrera)                                              |
| Rojo      | DNQ - No se clasificó                                                   |
| Negro     | DSQ - Descalificado                                                     |
| Blanco    | DNS - No empezó (carrera)                                               |
| Blanco    | WD - Retirado (fin de semana)                                           |
| Blanco    | C - Carrera cancelada                                                   |
| Sin color | DNP - Inscrito pero no participó                                        |
| Sin color | INJ - Lesionado                                                         |
| Sin color | EX - Excluido                                                           |
| Estado    | Resultado                                                               |
| Negrita   | Pole position                                                           |
| Cursiva   | Vuelta rápida                                                           |
| †         | Abandona, pero clasifica al completar el porcentaje requerido para ello |